# Хорошеборка
Хорошебо́рка (рос. Хорошеборка) — село у складі Топкинського округу Кемеровської області, Росія.

## Населення
Населення — 160 осіб (2010; 203 у 2002).
Національний склад (станом на 2002 рік):
- росіяни — 96 %